# Hans Otmar Meuffels
Hans Otmar Meuffels (* 1957) ist ein deutscher römisch-katholischer Dogmatiker und Hochschullehrer.

## Leben
Nach dem Abitur 1976 studierte er von 1976 bis 1983 katholische Theologie und Philosophie in Bonn und Würzburg. Nach der Priesterweihe 1984 in Aachen war er dort von 1984 bis 1988 als Kaplan tätig. Nach der Promotion (1988–1991) bei Alexandre Ganoczy an der Universität Würzburg mit einer Untersuchung über Hans Urs von Balthasar und Habilitation (1991–1994) bei Gerhard Ludwig Müller an der Universität München im Bereich der Sakramententheologie vertrat er von 1996 bis 1997 den Lehrstuhl im Fach Dogmatik in Würzburg. 1997 wurde er zum ordentlichen Professor im Fach Dogmatik an der Universität Würzburg berufen. Von 2001 bis 2003 war er Dekan der Katholisch-Theologischen Fakultät der Universität Würzburg. 2018 wurde er emeritiert.

## Schriften (Auswahl)
- Einbergung des Menschen in das Mysterium der dreieinigen Liebe. Eine trinitarische Anthropologie nach Hans Urs von Balthasar (= Bonner dogmatische Studien. Band 11). Echter, Würzburg 1991, ISBN 3-429-01391-7, (zugleich Dissertation, Würzburg 1990/1991).
- Kommunikative Sakramententheologie. Herder, Freiburg/Basel/Wien 1995, ISBN 3-451-23632-X, (zugleich Habilitationsschrift, Universität München 1995).
- Theologie der Liebe in postmoderner Zeit. Echter, Würzburg 2001, ISBN 3-429-02372-6.
- als Herausgeber mit Rainer Dvorak: Wahrheit Gottes – Freiheit des Denkens. Herman Schell als Impulsgeber für Theologie und Kirche. Gedenkschrift anläßlich seines 150. Geburtstages (= Quellen und Forschungen zur Geschichte des Bistums und Hochstifts Würzburg. Band 57). Schöningh, Würzburg 2001, ISBN 3-87717-061-7.
- als Herausgeber mit Jürgen Bründl: Grenzgänge der Theologie. Professor Alexandre Ganoczy zum 75. Geburtstag (= Symposion. Band 6). Lit, Münster 2004, ISBN 3-8258-7148-7.
- Gott erfahren. Theologisch-philosophische Bausteine zur Gotteslehre (= Religion in philosophy and theology. Band 19). Mohr Siebeck, Tübingen 2006, ISBN 3-16-148894-6.
- Ein eschatologisches Triptychon. Das Leben angesichts des Todes in christlicher Hoffnung (= Religion in philosophy and theology. Band 64). Mohr Siebeck, Tübingen 2012, ISBN 3-16-151907-8.
- Christsein im demokratischen Handeln, Mohr Siebeck, Tübingen 2018, ISBN 978-3-16-155368-4.